# G Tel Aviv
G Tel Aviv (HaShoftim Tower) – wieżowiec w osiedlu Ha-Cafon ha-Chadasz we wschodniej części miasta Tel Awiw, w Izraelu.

## Historia
Działka budowlana położona w samym centrum miasta została zakupiona przez Bituach Leumi w 1995. Pierwotnie znajdował się tutaj parking dla samochodów. Początkowo planowano budowę w tym miejscu biurowca, jednak ostatecznie wybrano koncepcję budowy wieżowca pod luksusowe apartamenty mieszkalne.

## Dane techniczne
Budynek ma 31 kondygnacji i wysokość 120 metrów.
Wieżowiec wybudowano w stylu architektonicznym określanym nazwą modernizmem. Wzniesiono go z betonu. Elewacja jest wykonana w kolorze białym.
Wieżowiec jest wykorzystywany jako luksusowy budynek mieszkalny. Cztery dolne piętra zajmują instytucje komercyjne oraz duże centrum spa.